# ناکنهایم
ناکنهایم (به آلمانی: Nackenheim) یک شهر در آلمان است که در ماینتس-بینگن واقع شده‌است. ناکنهایم  ۵٬۰۲۴ نفر جمعیت دارد.

## خواهرخوانده
شهر پمار خواهرخواندهٔ ناکنهایم هست.